# گیئوسپی ویلا جونیور
گیئوسپی ویلا جونیور (به پرتغالی: Giuseppe Vela Junior) هافبک اهل برزیل است که در شهر کوریتیبا و در تاریخ ۲۸ سپتامبر ۱۹۷۷ به دنیا آمده‌است.
گیئوسپی ویلا جونیور در تیم‌های فوتبال Ferroviária (SP) سابقهٔ حضور دارد.